# Gözpınarı, Akşehir
Gözpınarı là một xã thuộc huyện Akşehir, tỉnh Konya, Thổ Nhĩ Kỳ. Dân số thời điểm năm 2011 là 602 người.